# Germaner

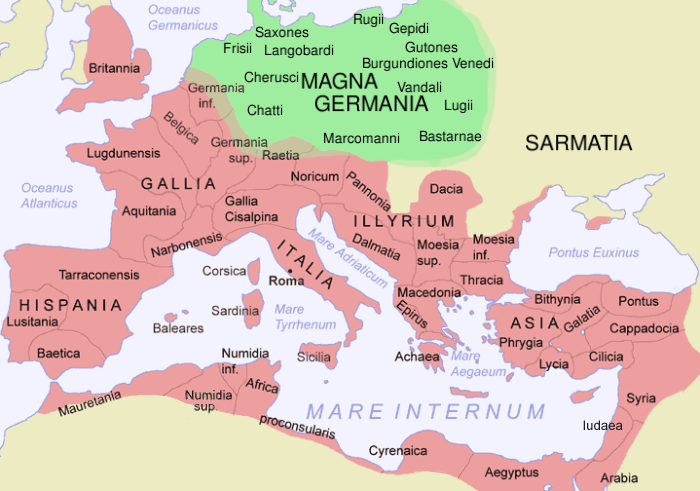
Germania Magna runt år 116.

Germaner är en ursprungligen romersk beteckning på människor i Nordeuropa. Senare har de identifierats med talare av germanska språk. Termen har haft olika innebörder under olika epoker och i olika sammanhang. Den kan avse bland annat språk, religion, kultur och geografisk belägenhet.
1. Under antiken och i synnerhet i samband med det romerska riket avses de människor som bebodde Germanien, det vill säga centrala och norra Europa öster om Rhen.
2. Från medeltiden och framåt de västkristna länder och folk som dominerade i norra Europa: Skandinavien, Tysk-romerska riket, Storbritannien.
3. Under modern tid kan germaner avse de människor som talar germanska språk.[källa behövs]

## Ursprung och indelning
Troligen formades germanerna som etniska grupper i Nord- och Mellaneuropa under de fem sista seklen f.Kr. Dessa tros, baserat på arkeologiska och lingvistiska bevis, stamma från den bronsålderskultur som funnits i södra Skandinavien och norra Tyskland mellan 1700 och 600 f.Kr. Mellan Nederländerna och södra Skandinavien antas en relativt enhetlig germansk kultur framträtt ungefär till 500 f.Kr. Det var stammarna cimbrernas och teutonernas vandring 113–101 f. Kr. som först gjorde att medelhavsfolken uppmärksammade dem. Till en början hade man inget namn för den nya folkgruppen. Exakt vad ordet germaner betyder är oklart, men det är klart att det är via Julius Caesar som namnet, liksom Germania såsom namn på germanernas landområde, vunnit burskap i den historiska litteraturen. Dock är det inte oproblematiskt att direkt definiera alla germanska folk som just "germanska". Geografen Artemidoros från Efesos ansåg exempelvis att cimbrerna var kelter. Poseidonios av Apamea, en grekisk lärd, höll med och inkluderade teutonerna i denna slutsats. Detta berodde troligtvis på att grekerna antog att alla folk som invandrade från nordväst var kelter. Under Caesars krig i Gallien på 50-talet f.Kr lärde sig romarna att skilja på kelter och germaner. Caesar själv överdrev av politiska skäl visserligen skillnaden mellan germaner och galler, men han hade klart för sig skillnaden mellan dessa folk. Efter att folken norr om Rhen blivit kallade germaner, började de själva, möjligen av praktiska skäl, definiera sig som germaner i kontakter med romare. Begreppet blev sedermera så allmänt vedertaget att Tacitus utan problem kunde använda det i sin bok om Germania. Arkeologiska undersökningar pekar på att en kultur, traditionellt sett kallad germansk, som kulturellt skiljer sig från den keltiska, existerat vid denna tid och troligen motsvarar de folk som omnämns av Efesus, Poseidonios och Caesar. 

### Folkgrupper

Bosättningar före 750 f.Kr
Nya bosättningar efter 750 f.Kr. fram till 1 e.Kr
Nya bosättningar fram till 100 e.Kr
Nya bosättningar efter 100 e.Kr

Tacitus omnämner ett flertal olika germanska grupper, liksom senare historiker. Under lång tid finns dock inte många källor, och när olika germanska grupper efter att de romerska källorna inte nämnvärt bekymrat sig om dem åter dyker upp under folkvandringstiden är det bara ett fåtal namn som återkommer; många tidigare grupper tycks helt försvunna. Eftersom storskaliga folkmord är osannolika, så innebär detta rimligen att dessa identiteter var flytande: man kunde utan problem ansluta sig till en av dessa grupper, även om man inte fötts in i den.

## Ting, hövdingar och kungar

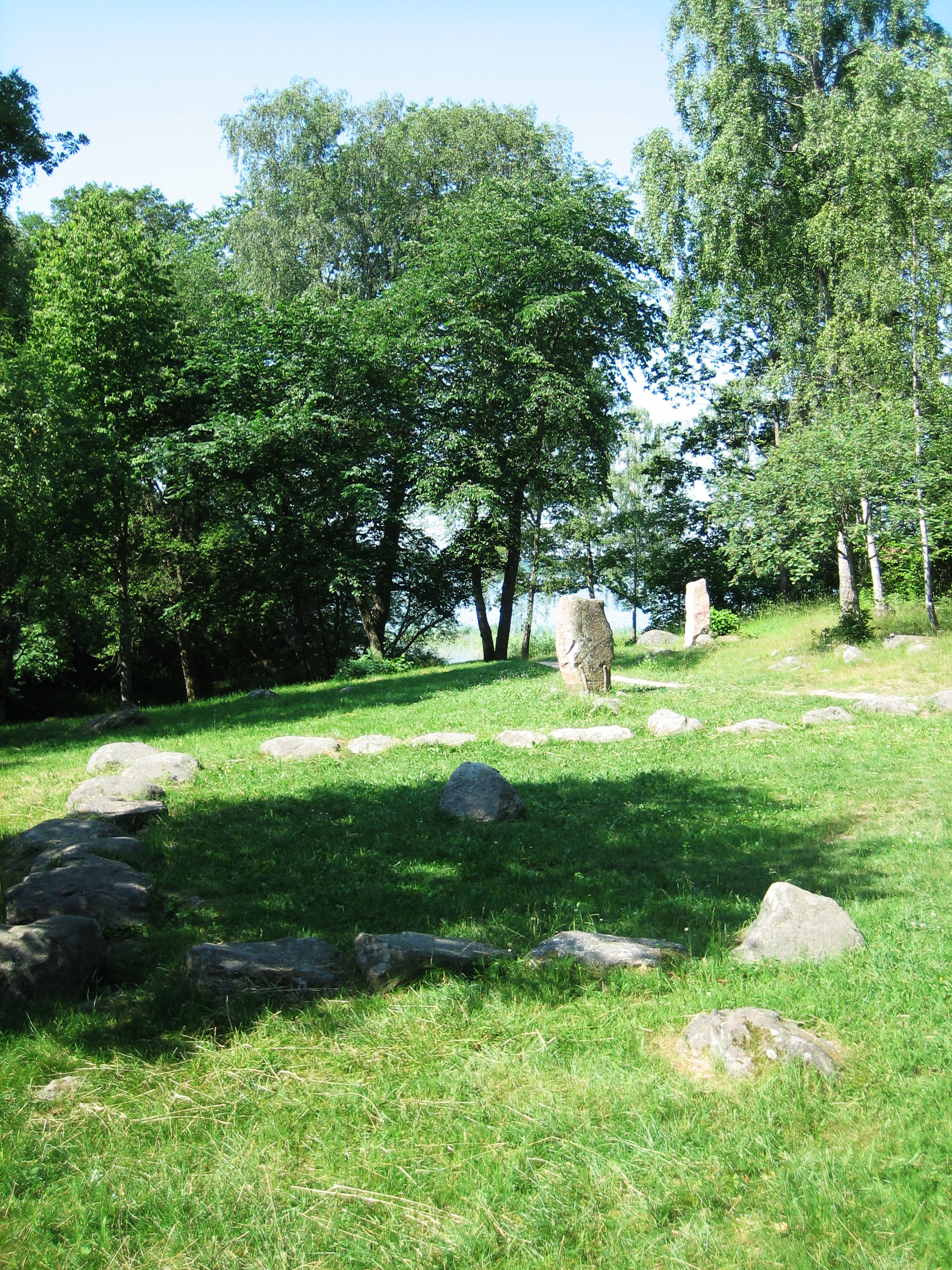
En förhållandevis sen nordgermansk tingsplats, Arkils tingstad i Uppland, Sverige.

De germanska stammarna saknade en gemensam politisk struktur. Det är därför svårt att göra några generella uttalanden om dem, utan sådana bygger i allmänhet på att man generaliserar utifrån källor som kanske bara gäller en specifik grupp. En av de institutioner som de tycks haft gemensam (och som också har motsvarigheter bland andra folk utan stark politisk organisation) var tinget.
En viss likhet kan här skönjas mellan Roms rättspraxis och germanernas dito: i ingen av kulturerna såg man lagen som uttryck för en gudomlig vilja, utan lagen utgick från folkets eller en lagstiftande församlings vilja. Lagar ändrades efter människornas diskussioner och val, inte efter en fast idé om vad en eventuell gudom ofelbart slagit fast. Vissa har hos germaner och romare, och den sammansmältning av dessa kulturer som sedermera präglade medeltiden, sett detta som ett ursprung till det sekulära samhällets syn på lag och rätt. Alla källor om specifik rättstillämpning är dock så sena att de hunnit påverkas av romersk rätt.
Romerska källor nämner ett flertal olika ledare, som kallas reges ('kungar', men i latinskt språkbruk med starka drag av 'självhärskare'), principes ('de främsta') och duces ('ledare'). Dessutom nämns ett råd vid vilket viktiga beslut fattas av samhällets vuxna män, som kunde bifalla förslag och avgöra rättsfall. Det är bara ett fåtal av folkgrupperna som sägs ha kungar (en ordning som med romerska ögon var högst suspekt), däribland svionerna och goterna. Det har spekulerats i om kungarna också haft religiösa uppgifter. Principes tycks ha varit mer lokala ledare, och duces främst militära befälhavare. Överlag tycks sådana ledare främst ha haft uppgifter vid ofred. Annars skötte folket i stort sig självt.

## Levnadssätt och karaktär

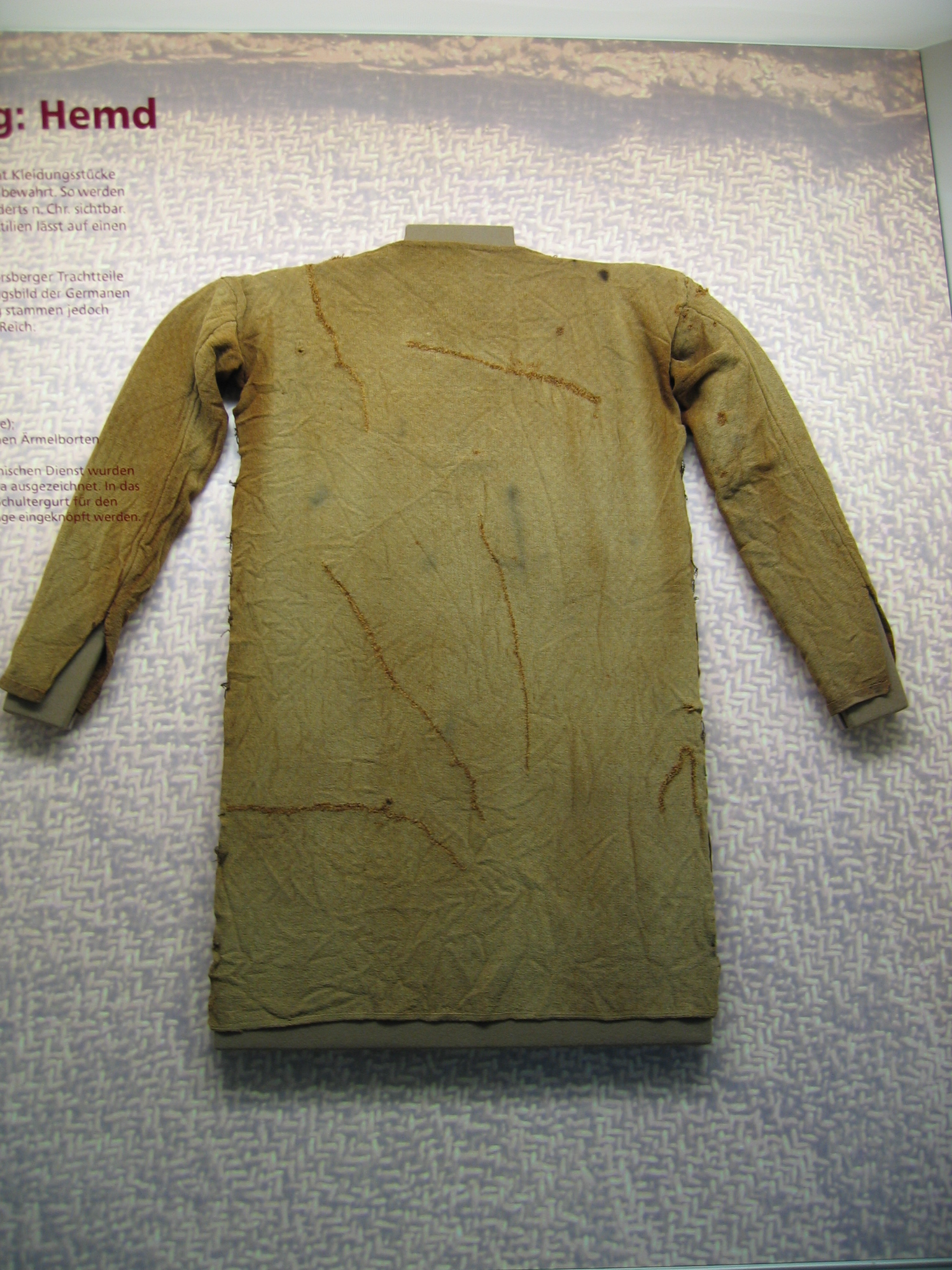
Germansk tunika från 300-talet funnen i Torsbjerg mosse (Torsbjerg-fyndet).

När germanerna utbredde sig över det som senare skulle kallas Germanien var största delen av detta land en fullständig vildmark av urskog och träsk. Enbart i de södra och västra delarna, som förut innehafts av keltiska stammar, påträffade germanerna odlade trakter. Själva stod de vid denna tid på övergången mellan nomadliv och bofasthet. Deras förnämsta rikedom utgjordes av boskapshjordar, och det jordbruk de idkade var enkelt. När ett germanfolk tog ett område i besittning lät de sina hjordar beta där men odlade även säd på de platser som var öppna efter tidigare invånare eller som de själva vann genom röjning och svedjande. Gödsling av jorden förekom inte, och när alstringsförmågan därför snart var uttömd odlades ett nytt stycke. Med detta brukningssätt sammanhängde frånvaron av privat äganderätt till jorden.[källa behövs] De tegar, som snart skulle överges, lönade sig inte att delas upp. Den kringliggande vildmarken delades inte ens mellan släkterna utan bildade en gemensam betes- och jaktmark ("allmänning"), och varje fylkes område begränsades sålunda av skogsbälten som kallades marker. Eftersom befolkningstillväxten hos germanerna var ytterst stark blev det med ett dylikt odlingssätt ont om områden i närheten att nyodla. Då bröt folket, eller en del därav, upp för att söka sig en ny hemvist. Bostäderna vållade inte någon svårighet eftersom dessa utgjordes av tält eller små träbyggnader som kunde medföras på vagnar. På dessa forslades också kvinnor och barn, och i krig tjänade de som vagnborg. Till att hålla folken på rörlig fot bidrog också att de vid sina vandringar oroade varandra. Rörelsen gick i allmänhet mot söder och väster och ledde i första hand till att den keltiska befolkningen i södra och västra Germanien undanträngdes eller underkuvades. Men landsökande germanfolk kom även in på romerskt område eller in i fransk-alpinska Gallien. Först av dessa var cimbrerna och teutonerna samt de under den svebiska kungen Ariovistus befäl stående skarorna. De tillbakakastades dock av Marius och Julius Caesar, och genom den senares erövring av Gallien, samt uppförandet av den stora gränsvallen sattes tills vidare en bom för försöken att framtränga på detta håll. Följden härav blev att germanerna närmast Rhen tvingades till större bofasthet. Deras jordbruk blev mer utvecklat, varmed följde jordens fördelning mellan husfäderna, och de började uppföra fastare bostäder. Dessa bildade dock ej städer, utan man bodde antingen i enstaka lantgårdar eller i öppna landsbyar, i vilka husen åtskildes genom fria mellanrum. I allmänhet var germanerna skogsinvånare, och urskogen har också för deras äldre historia en alldeles särskild betydelse. Det var den som genom sin otillgänglighet utgjorde deras egentliga skydd mot de romerska erövringarna och sålunda bevarade deras frihet. 
De fria männen sysselsatte sig mest med krig, jakt, tingsbesök och dryckeslag. Tacitus meddelar att germanerna ansåg det som vanhederligt att förvärva med svett det som kunde vinnas med blod, att de överlämnade arbetet inom huset och på jorden åt kvinnor, gubbar och trälar och tillbringade sin tid vid gården i sysslolös vila. 
Födan utgjordes av jaktbyte, jordens frukter och ost, smör och mjölk, den sistnämnda ofta i surnad form. Den vanligaste drycken var öl och mjöd, som vid högtidliga tillfällen kringbjöds i stora mängder. Vin kunde endast erhållas genom handel med romarna men var så begärligt att romarna ansåg germanerna vara lättare att besegra med vin än med vapen. Om romarna sålunda inte tillerkände sina grannar måttlighet så kunde de beundra germanernas familjeliv, som stack av mot det sena romarrikets många gånger promiskuösa och dekadenta drag. Dock förekom det hos germanerna att hövdingar och kungar hade flera hustrur. 
Tre former av germansk matberedning kan urskiljas: rått, kokt och stekt. Kokning verkar ha varit den vanligaste och mest omtyckta formen.

### Kvinnan

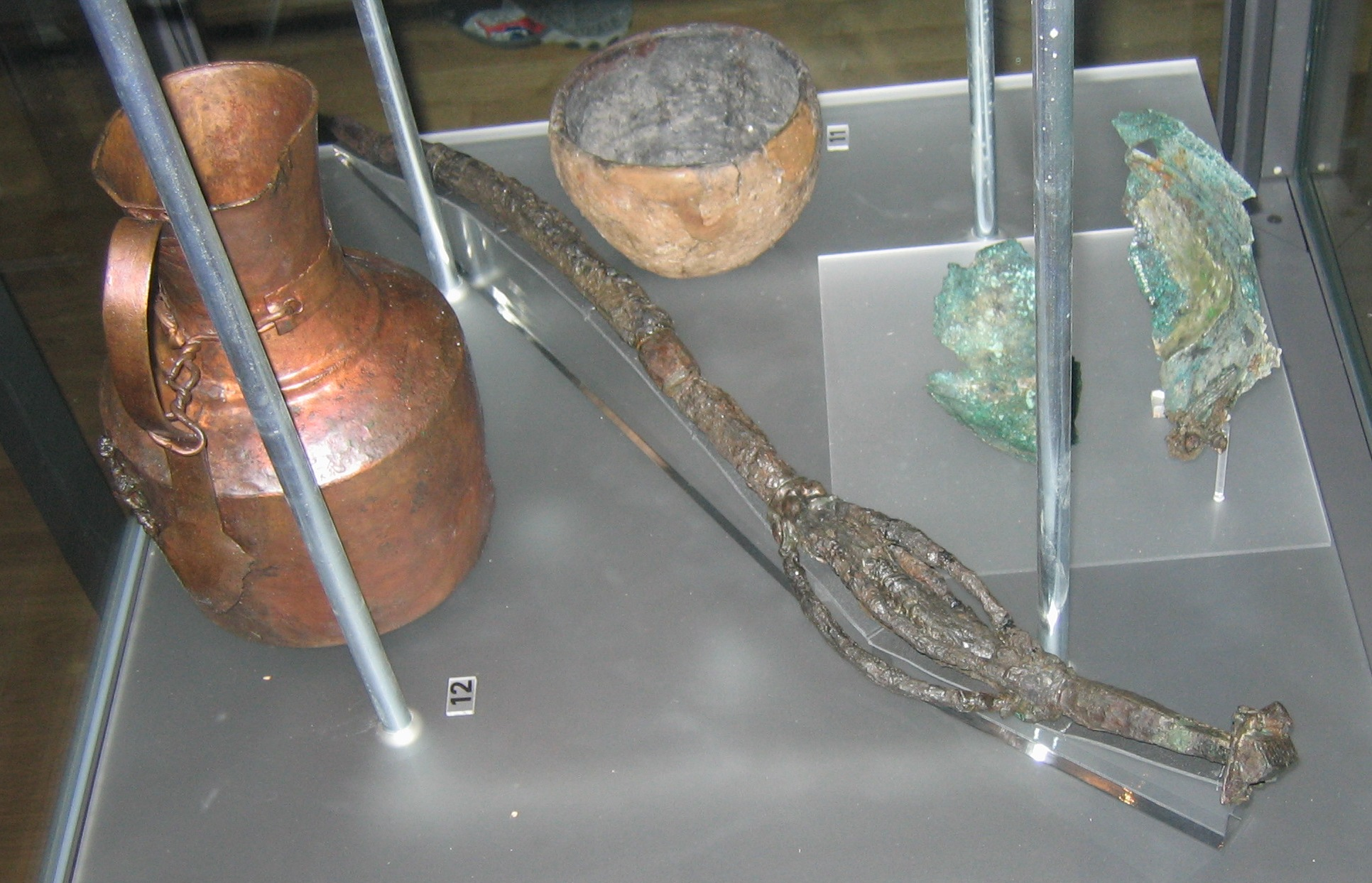
Gravfynd från en völvas grav från Köpingsvik på Öland. Bland fynden syns en järntrollstav och en bägare från Persien.

Trots sitt beroende av släkten saknade de germanska kvinnorna varken självständighet eller inflytande. Hos de antika folken hade kvinnan i allmänhet levt ett avstängt liv utan andra intressen och plikter än att vara mannens rodocka och barnens vårdarinna. På den germanska hustrun vilade vården om gårdens skötsel, men med de tyngre plikterna följde en självständig ställning. Hon var hemmets härskarinna, och delade med mannen livets allvar. I krig uppehöll sig kvinnorna ibland i närheten av valplatsen för att bispringa de sårade; det finns även exempel på (bland annat hos langobarderna) att de deltog i själva striderna. Kvinnan ansågs även vara begåvad att se in i framtiden, och vissa kvinnor uppträdde som heliga sierskor, gydjor eller völvor, som kunde utöva stort politiskt inflytande - något som kan jämföras med grekernas orakel. 

### Industri och handel

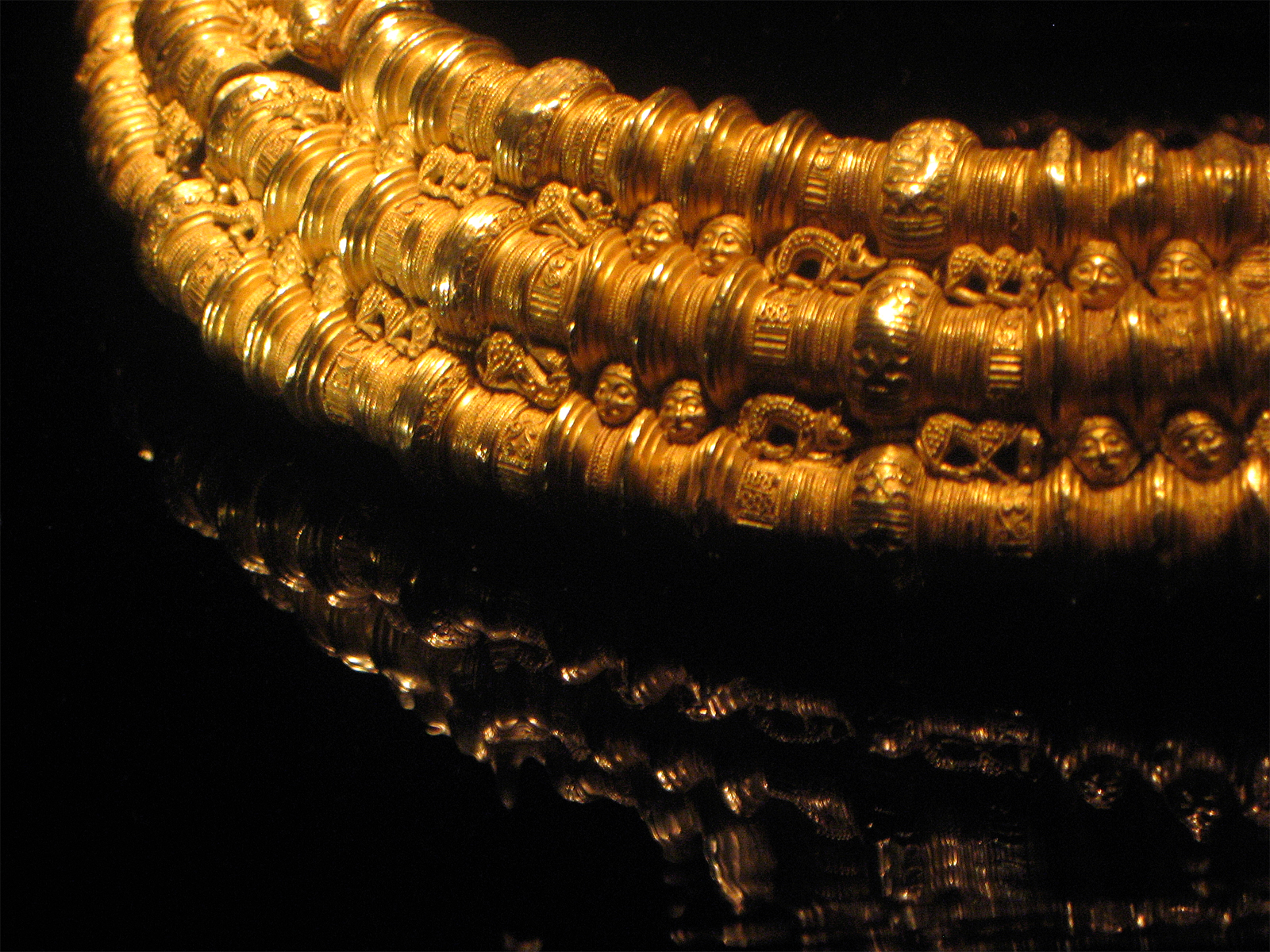
Detalj från Ållebergskragen från 400-500-talet.

Egentlig konstslöjd saknade germanerna när de kom i kontakt med romarna. De förstod att förfärdiga enkla lerkärl och kände bruket av järn, men denna metall förekom sparsamt; mera användes brons, och delvis förfärdigades vapen och redskap ännu av sten, ben och horn. De förnämsta vapnen var ett spjut med kort järnspets och en sköld av brädor, målade i lysande färger. Svärd kom att användas med tiden, och kastyxor, yxor och saxar. Kvinnorna förstod att tillverka enkla tyger av lin och ull. Mellan olika germanfolk förekom byteshandel. Som betalningsmedel användes boskap, men även guldspiraler, varav stycken i mån av behov kapades. Längs gränserna uppstod även handel med kelter och romare, och härigenom kom romerska mynt i bruk bland de närmast boende folken. Från dessa vandrade de sedan ända upp till Skandinavien, där de mest verkar ha använts som smycken. De varor som kom från Germanien och såldes till romarna var främst bärnsten, slavar och kvinnors hår, som var mycket eftersökt till löshår åt romerska damer. Till Germanien infördes i synnerhet metallarbeten, och genom att efterbilda dessa utvecklade germanerna så småningom en egen konstslöjd. Ända till Skandinavien sökte sig dessa romerska industriprodukter, och framkallade där en ganska utvecklad yrkesskicklighet, som fynden från äldre skandinavisk järnålder kan uppvisa. 
Guldsmidet nådde en hög utveckling med filigran, granulering och cloisonné, vilket kan illustreras med de praktfulla guldhalskragar från vendeltid som hittats i Skandinavien, men även de guldhalsringar från 100-talet (exempelvis Havorringen) som även hittats i Kievtrakten och vid Svarta havet.
Under 400-talet utarbetades en säregen germansk stilkonst med djurornamentik, utan direkta förebilder. Även om de flesta exemplen är från Skandinavien spred sig den över hela det germanska området, och användes långt fram i tiden: urnesstilen är ett sent exempel.

## Runskrift och litteratur

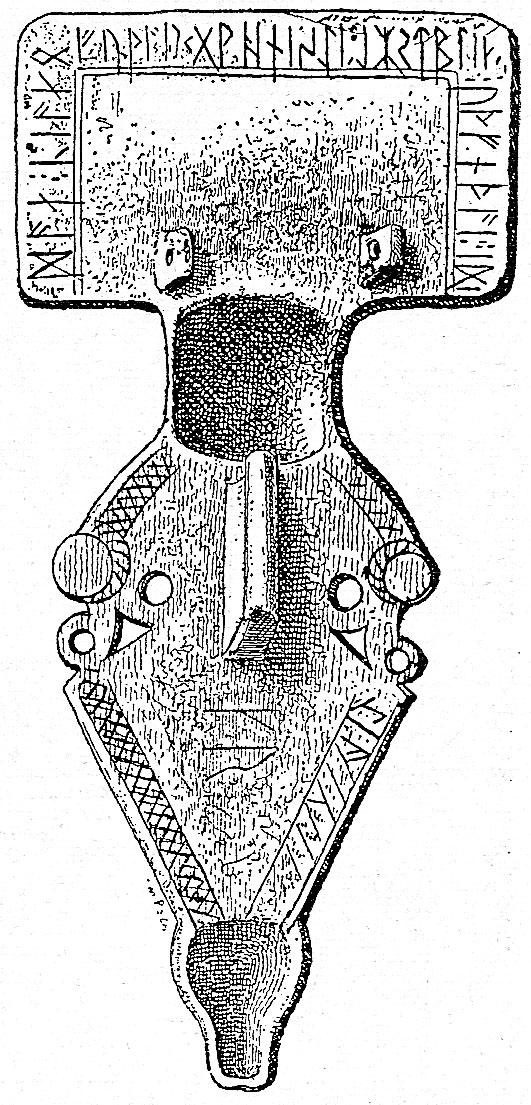
Skrivkonsten var för germanerna förknippad med magi, och futharken, runornas ordningföljd, återfinns ofta i de tidiga runinskrifterna, här Charnayspännet (500-talet) från Frankrike.

Det var en ofantlig skillnad i litterärt avseende mellan romare och germaner. Genom främst romerskt inflytande lärde sig germanerna skrivkonsten; de lånade dock inte utan vidare det romerska alfabetet, utan utvecklade - efter sydlig påverkan - egna skrivtecken, så kallade runor, med en egen säregen inre ordningsföljd, den så kallade futharken. Denna skiljer sig till exempel från den keltiska Ogham-skriften. Runorna utmärkte enkla ljud, men hade också symbolisk betydelse och hade namn, exempelvis runan ᚠ som bar namnet "fé", som stod för ljudvärdet "f" och som symboliserade rikedom, "fä". Åtminstone på 200-talet var runraden uppfunnen, och blev en gemensam tillhörighet för samtliga germanska folk. Under tidernas lopp undergick den emellertid förändringar, så att olika runor förekom hos olika folk. På grund av brist på skrivmaterial, annat än trä, ben, metall och sten, fick inte runorna någon bred grund för att användas som medel för en verklig litteratur. Runorna användes främst för att skriva namn och besvärjelser på redskap och vapen, samt i Skandinavien som gravskrifter. Ett exempel på en tidig runinskrift är spjutspetsen från Stabu i Norge (ca. 175) med inskriptionen "raunijaR", vilket brukar tolkas som "Prövaren". En annan spjutspets från Dahmsdorf i Tyskland (ca. 250) har en liknande inskription: "ranja", "Genomborraren".
Germanerna saknade dock inte sägner och sånger, men liksom hos grekerna på den homeriska tiden upptecknades dessa inte i skrift utan fortplantades genom en muntlig tradition. Somliga var till sitt innehåll mytologiska, till exempel de gamla sångerna om guden Tuisto och hans ättlingar. Andra utgjordes av begravningssånger, i vilka den dödes bedrifter förhärligades, och sannolikt var det sådana, som gav upphov till de sånger om framstående hjältar - exempelvis Arminius - vilka enligt Tacitus' vittnesbörd var vanliga bland germanstammarna. Någon större utveckling synes dock den germanska skaldekonsten inte ha uppnått före folkvandringstiden. Den germanska versen byggde på allitteration, och exempel förekommer över hela området och från alla tider fram till kristnandet; inskriften på ett av Gallehushornen använde samma allittererande versmått, Ljodahattr, som t.ex. Völuspa.
Den längsta runinskrift som påträffats ristad med den äldre futharken är Eggjastenen i Norge som ristades på 600-talet. Rökstenen i Östergötland, från skiftet till vikingatiden omkring år 800, är ristad med både urgermanska och skandinaviska runor. Dessa stenar är två av ytterst få runinskrifter som äger större litterärt värde.
Under medeltiden skrevs några germanska epos ned. Hos Paulus Diaconus finns åtskilliga antydningar om myter och sagor som varit gängse hos langobarderna. I Tyskland finns bevarat ett märkligt stavrimmat fragment (upptecknat omkring 800) som berättar om Hildebrand, Dietrichs lärare i vapenkonst, som efter många år återvänder till Italien där han råkar i strid med sin son Hadubrand som inte tror att Hildebrand är hans fader. Mer än hundra år senare företog en munk i S:t Gallen vid namn Ekkehard att på latinsk hexameter och med Vergilius som mönster berätta om Walther (Waltarius manu fortis) och Hildegund. Som gisslan kvarlämnade hos Attila flyr de från denne med de burgundiska skatterna och påträffar kung Gunther och hans män; strid uppstår och Walther gör underverk av tapperhet. Till sist försonas kämparna. Bland de få epos som bevarats är dock det högmedeltida Nibelungenlied (som bygger på samma folkvandringstida material som Völsungasagan), samt Beowulf (som utspelar sig på 500-talet, och vars äldsta handskrift är från omkring år 1000), de mest kända.
För den rikare men i huvudsak betydligt yngre fornnordiska litteraturen se Fornaldarsagor, Fornvästnordisk litteratur och Islänningasagor.

## Religion

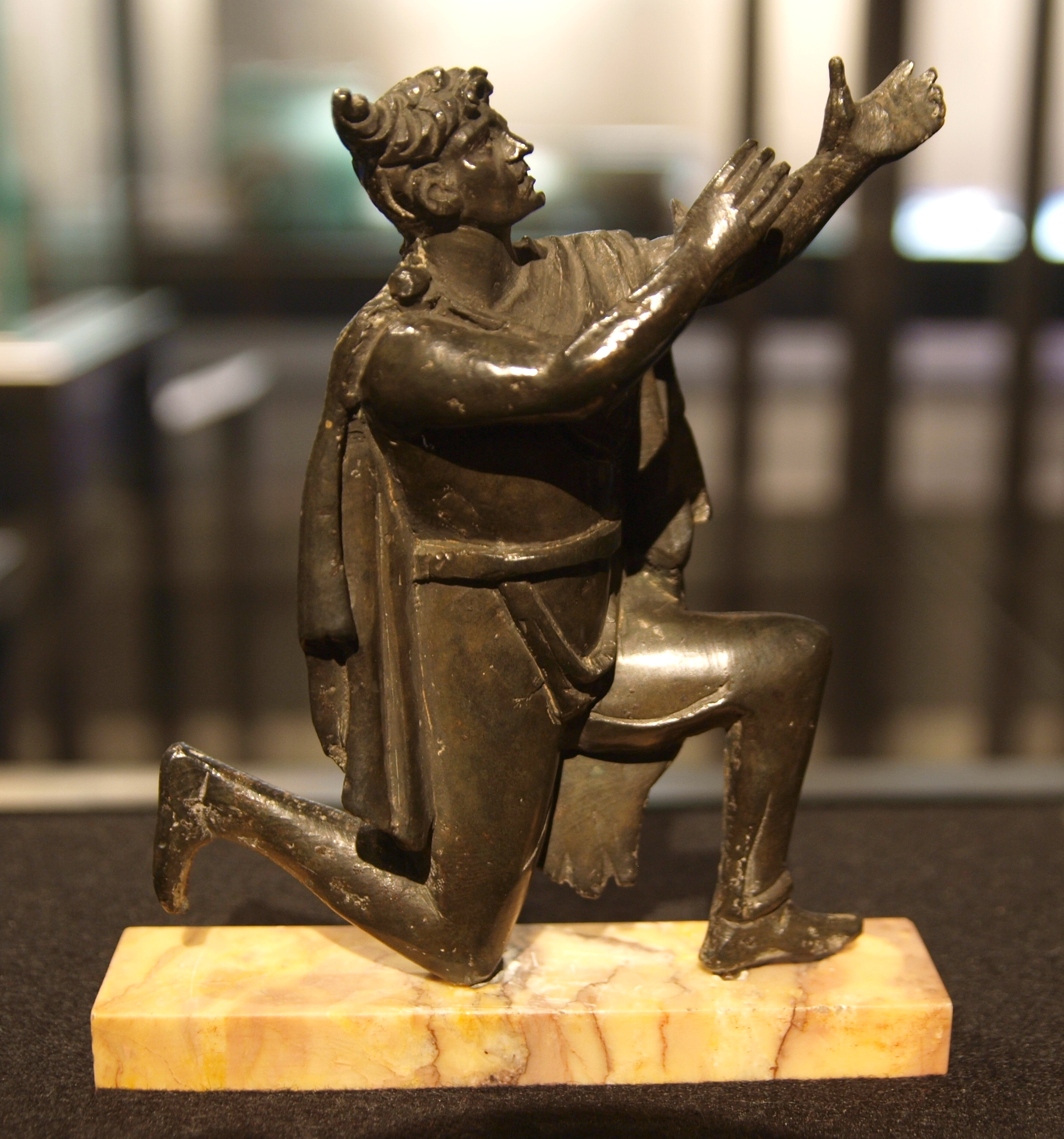
En romersk statyett som avbildar en german som ber. Germanen har en så kallad svebisk knut i håret.

Att dra slutsatser om den germanska kulturens, och de olika germanska stammarnas, förkristna religion försvåras genom den de få skriftliga källor som finns från kontinenten. Det rika material som finns kring sen nordgermansk religion i Norden har också en tendens att överskugga de tidiga och antagligen annorlunda myter som försvann med det förhållandevis tidiga kristnandet av södra germanstammar. Trots detta pekar arkeologiska undersökningar i kombination med tidiga historiska källor skrivna av primärt romare på att man kan dra vissa slutsatser kring tidig germansk mytologi och religionsutövande. 
En viss uppfattning om religionen hos antikens germaner kan man dock få av att se på de översättningslån som gjordes för namnen på veckodagarna, vilka spreds över stora delar av det germanska området. Därifrån kan man se att gudar som senare hos nordborna kallades Tyr, Oden, Tor och Freja ansågs vara motsvarigheter till Mars (mytologi), Merkurius, Jupiter och Venus. Tor identifierades också av Tacitus med Herkules. Denne berättar dessutom om Nerthus, som senare tycks utvecklats till Njord.
Ostrogoterna, visigoterna och vandalerna kristnades medan de fortfarande befann sig utanför det romerska rikets gränser men antog arianismen snarare än den katolska läran. Det främsta skrivna dokument som återstår på det gotiska språket är den bibelöversättning som gjordes av Wulfila, den missionär som omvände goterna, främst bevarad i form av Silverbibeln. Langobarderna kristnades inte förrän efter att de slagit sig ned inom romerska riket men tog till sig den kristna läran från arianska germaner. Markomannernas drottning Fritigil korresponderade med Ambrosius av Milano rörande hennes folks konvertering till kristendomen under andra halvan av 300-talet.
Frankerna omvändes direkt till den katolska läran utan en mellanperiod som arianer. Senare skulle frankiska missionärer och soldater ledda av Karl den store med våld tvinga omvändelsen på sina saxiska grannar i norr.
Nordgermanerna bevarade länge den gamla hedniska germanska livsstilen och var de sista av denna folkgrupp som kristnades, se vidare asatro.

## Germaner och romerska riket

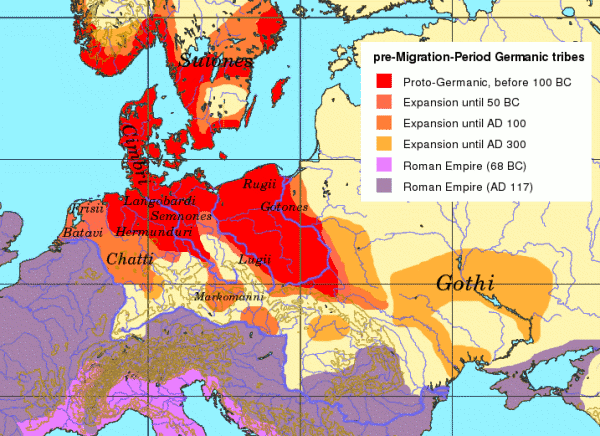
Germanernas utbredning år 50 f.Kr., 100 e.Kr. och 300 e.Kr. Utbredningen av Romarriket visas också: 68 f.Kr. och 117 e.Kr. (källa: Putzger, Historischer Atlas, 1954)

I slutet av 100-talet f.Kr. beskriver romerska källor hur Gallien, Italien och Spanien invaderades av germanska stammar vilket kulminerade i strider med det då ännu republikanska Rom. Sex decennier senare utnyttjade Julius Caesar det germanska hotet som en förevändning att annektera Gallien. Under det första århundradet e.Kr. ger skrifter av Caesar, Tacitus och andra romerska författare en bild av hur germanerna delat upp sig i olika stamgrupper:
- Nordgermanska stammar i Skandinavien
- Östgermanska stammar mellan floderna Oder och Wisła
- Istvaeoner kring floden Rhen
- Ingvaeoner i norra Tyskland och Danmark
- Herminoner kring floden Elbe inklusive sveber vid Östersjön samt sydvästra Tyskland

Istvaeonerna, herminonerna och ingvaeonerna brukar kollektivt benämnas västgermaner och germanerna i Skandinavien kallas nordgermaner. Dessa olika grupper utvecklade förmodligen olika germanska dialekter som utgör grunden för de olika germanska språken än idag.
När Rom expanderade fram till Rhen och Donau och inkorporerade flera keltiska områden i imperiet stötte de på dessa olika germanska stammar och klumpade ihop hela under benämningen Germania. Germanerna befann sig stundtals i krig med Rom men ett handelsutbyte, allianser och ett kulturellt utbyte förekom också.

### Det avgörande slaget vid Teutoburgerskogen år 9

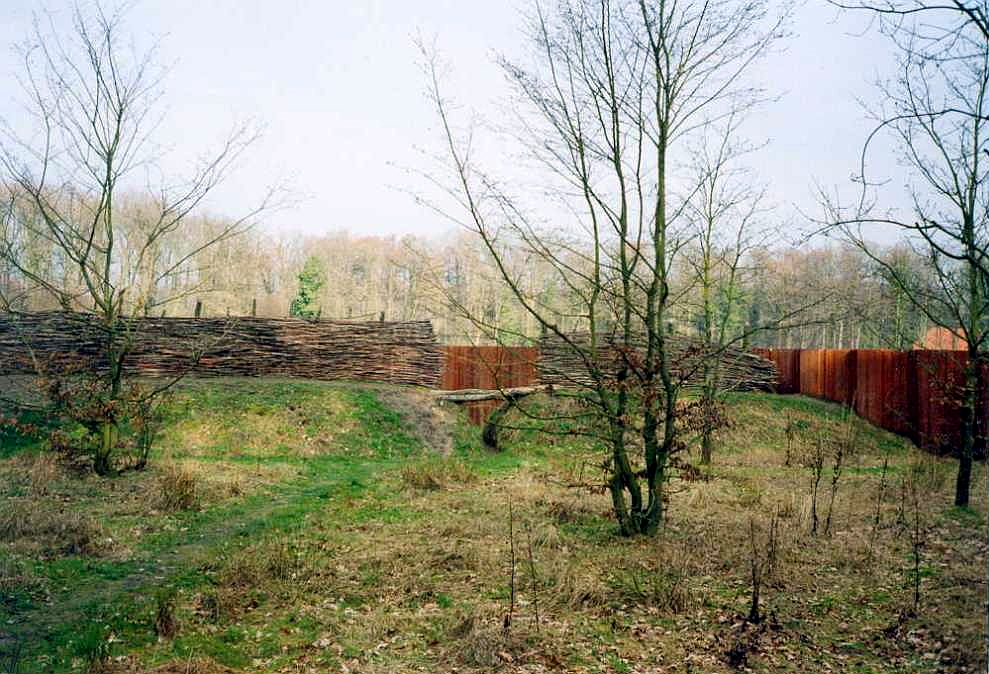
Rekonstruktion av palissader vid det utgrävda slagfältet i Kalkreise.

Germania libera (det fria Germanien) var beteckningen på området mellan Rhen, Östersjön, Weichsel och Donau och målet var ett införlivande med romersk politik. Denna plan omintetgjordes tillfälligt i och med slaget i Teutoburgerskogen år 9, då kommendanten över Rhenarmén Publius Quinctilius Varus, som hade till uppgift att organisera landet mellan Rhen och Elbe, med tre av Roms bästa legioner, mer än 20 000 man krossades i ett välplanerat bakhåll i ett oländigt skogsparti Teutoburgiensis saltus. Den germanska styrka som utförde bakhållet bestod av en sammanslutning från flera olika stammar och leddes av en german vid namn Arminius som tidigare tjänstgjort i de romerska legionerna och som därför väl kände till romarnas taktik och stridsteknik. Då romerska legioner under Germanicus befäl sex år senare trängde fram till platsen "detta sorgens hemvist, lika hemskt för ögat som för minnet"[källa behövs], vilade kommendanten Varus och hans soldater på den plats där de stupat, deras kvarlevor multnade ovan jord – enligt antik åskådning, den bittraste lott en människa kunde utsättas för. Slaget i Teutoburgerskogen blev enligt många bedömare helt avgörande för Västgermaniens fortsatta utveckling och på lång sikt för hela det framtida Europas etnografiska karaktär. 
Den exakta platsen för slaget var länge okänt, och det dröjde till 1987 innan en amatörarkeolog lyckades finna tillräckliga bevis för att forskarsamhället skulle kunna acceptera en bestämd plats. Slaget utkämpades med stor sannolikhet nära dagens Kalkreise nära Bramsche i utkanten av Teutoburger Wald. Där finns sedan 2002 ett välbesökt museum.
Germania inferior och Germania superior kallades de båda under Domitianus regering inrättade provinserna/kommandobaserna (cirka år 90) på Rhens västra sida, vilka i huvudsak befolkades av starkt keltiserade germanstammar.

### Det romerska rikets sönderfall
Under 400-talet inleddes en omfattande folkvandring bland de germanska stammarna och germaner invaderade det romerska riket och drevs till England, Frankrike, Spanien, runt hela Medelhavet och till och med i Afrika. En konsekvens av folkvandringen blev att de obebodda områdena blev allt färre och att de olika stammarna började inkräkta allt mer på varandras landområden. Nomadiserande folk tvingades bli bofasta och med de fasta bosättningarna kom vandrandet att ersättas av expansion. Flera folk försvann genom att uppgå i andra, även om processen är oklar. I Danmark sammansmälte danerna med jutarna, i Sverige götarna med svearna, i England anglerna med saxarna.
Några av de germanska stammarna brukar få skulden för det romerska imperiets fall i slutet av 400-talet. Sedan 1950-talet har dock historiker och arkeologer slutat se folkvandringen som en invasion av ett Rom i förfall utan istället som ett samarbete där germaner försvarade områden som centralmakten inte längre var i stånd att administrera. Rom hade i själva verket rekryterat germaner från sina limes, det vill säga romerska rikets gränser, sedan lång tid och flera germaner, till exempel Odovakar, hade redan klättrat högt upp i den romerska hierarkin. Rom började efter en tid att rekrytera hela stammar och gav deras ledare officiella poster. Rollen att bidra till imperiets försvar övergick snart till administration av regioner och provinser för att slutligen, när det romerska administrationsväsendet etablerats bland germanerna, utgöra en del av den verkliga makten i imperiet.
Under 500-talet hade de nya staterna som kontrollerades av en romersk kung och en adel från någon av de germanska stammarna redan blivit etablerade. Till och med i Italien blev Odovakar och efter honom Theoderik den store accepterade som legitima arvtagare till Rom av såväl romerska medborgare som goter.

## Efter Roms fall
Idén om "germanerna" som ett folk var länge bortglömd; när kontrasten mot de romerska medborgarna suddades ut och de olika germanska folken grundade egna riken försvann behovet av ett samlingsbegrepp. De olika folken skaffade sig egna ursprungsmyter, och det var först med återupptäckten av Tacitus Germania 1455 som idén om att de olika folken hade ett gemensamt ursprung började spridas.